# Ahula
Ahula är en ort i Estland. Den ligger i Albu kommun och landskapet Järvamaa, i den centrala delen av landet, 70 km sydost om huvudstaden Tallinn. Ahula ligger 92 meter över havet och antalet invånare är 329.
Terrängen runt Ahula är platt, och sluttar västerut. Runt Ahula är det glesbefolkat, med 8 invånare per kvadratkilometer. Närmaste större samhälle är Järva-Jaani, 11,5 km sydost om Ahula. I omgivningarna runt Ahula växer i huvudsak blandskog.